# Liste der Monuments historiques in Bécherel
Die Liste der Monuments historiques in Bécherel führt die Monuments historiques in der französischen Gemeinde Bécherel auf.

## Liste der Objekte
| Bezeichnung                      | Beschreibung                     | Standort                        | Kennzeichnung | Schutzstatus | Datum | Bild |
| -------------------------------- | -------------------------------- | ------------------------------- | ------------- | ------------ | ----- | ---- |
| Taufbecken                       | Stein, 12. Jahrhundert           | in der Kirche Notre-Dame (Lage) | PM35000051    | Classé       | 1906  |      |
| Taufbecken oder Weihwasserbecken | Stein, Ende des 15. Jahrhunderts | in der Kirche Notre-Dame (Lage) | PM35000052    | Classé       | 1911  |      |
| Skulptur des Erzengels Michael   | Stein, 15. Jahrhundert           | in der Kirche Notre-Dame (Lage) | PM35000053    | Classé       | 1954  |      |